# 黒保根テレビ中継局
黒保根テレビ中継局（くろほねテレビちゅうけいきょく）は、群馬県桐生市黒保根町に置かれている地上デジタルテレビ放送の中継局である。

## 概要
- 桐生市黒保根町八木原の荒神山に置かれ、桐生市やみどり市の一部へ電波を送信しており、NHKと民放キー局は小平地区テレビ放送難視聴解消共同受信施設の解消にも貢献している[1]。
- なお、同地に置かれていたアナログテレビの中継局については、GTV桐生黒保根中継局を参照。

## 送信施設概要
| リモコンキーID | 放送局名          | 物理チャンネル | 空中線電力 | ERP  | 放送対象地域 | 放送区域内世帯数 | 開局日         |
| 1              | NHK前橋総合テレビ | 44ch           | 300mW      | 1.2W | 群馬県       | 910世帯          | 2011年1月31日  |
| 2              | NHK東京教育テレビ | 47ch           | 300mW      | 1.2W | 全国放送     | 910世帯          | 2011年1月31日  |
| 3              | GTV群馬テレビ     | 29ch           | 300mW      | 1.2W | 群馬県       | 910世帯          | 2010年12月24日 |
| 4              | NTV日本テレビ     | 41ch           | 300mW      | 1.1W | 関東広域圏   | 910世帯          | 2011年10月1日  |
| 5              | EXテレビ朝日      | 46ch           | 300mW      | 1.1W | 関東広域圏   | 910世帯          | 2011年10月1日  |
| 6              | TBSTBSテレビ      | 40ch           | 300mW      | 1.1W | 関東広域圏   | 910世帯          | 2011年10月1日  |
| 7              | TXテレビ東京      | 38ch           | 300mW      | 1.1W | 関東広域圏   | 910世帯          | 2011年10月1日  |
| 8              | CXフジテレビ      | 35ch           | 300mW      | 1.1W | 関東広域圏   | 910世帯          | 2011年10月1日  |

- 群馬県地上デジタル情報(参考リンク)

## 歴史
- GTV…2010年12月3日に予備免許交付、12月24日に本免許交付、同日から本放送開始。
- NHK…2010年12月17日に予備免許交付、2011年1月28日に本免許交付、1月31日から本放送開始。
- 在京広域局…2011年7月29日に予備免許交付、9月26日に本免許交付、10月1日から本放送開始。